# Josef Silbermann
Josef Silbermann (geboren 22. Februar 1863 in Trzebinia, Galizien, Kaisertum Österreich, gestorben nach 1941) war von 1895 bis 1919 Generalsekretär des Verbandes der weiblichen Handels- und Büroangestellten (VWA).

## Leben
Josef Silbermann stammte aus einer jüdischen Familie. Er besuchte 1873–1883 das Gymnasium Groß-Strehlitz (Schlesien). Danach studierte Silbermann Naturwissenschaften und Sprachen an der Friedrich-Wilhelm-Universität Berlin und war Stenograph und parlamentarischer Berichterstatter. 1897 promovierte er an der Universität Greifswald zum Dr. phil. 1895 wurde er Generalsekretär des von Julius Meyer 1889 in Berlin gegründeten Hilfsvereins kaufmännischer und gewerblicher weiblicher Angestellter, dem späteren Verband der weiblichen Handels- und Büroangestellten (VWA) und war auch der Redakteur der Verbandszeitschrift Zeitschrift für weibliche Handlungsgehilfen. Mitbegründer des Deutschen Verbandes für das kaufmännische Bildungswesen (davor Unterrichtswesen) und Herausgeber des Archivs für Frauenarbeit.

## Publikationen (Auswahl)
Josef Silbermann veröffentlichte mehrere Schriften zu Fragen der Frauenarbeit und weiteren Themen
- Zwölf Jahre deutscher Parteikämpfe, 1892
- Die Sprache der Presse und des Parlaments, 1893, Auszüge erste wissenschaftliche Abhandlung über die Sprache der Presse
- Die Frau im Handel und Gewerbe, Taendler, Berlin 1895, mit Julius Meyer
- Der Gesindezwangsdienst in der Mark Brandenburg, Dissertation, Greifswald 1897 (darin Lebenslauf)
- Kaufmännische Unterrichtsanstalten für weibliche Angestellte, A. Limbach, Braunschweig 1898.
- Für die freien Hilfskassen; eine Verteidigungsschrift, Kaufmännischer Hilfsverein Berlin 1901
- Fortbildungsschulzwang für jugendliche weibliche Handlungsgehilfen und Lehrlinge, Chasté, Berlin, 1903.
- Praktische Lehre und theoretische Fachbildung der weiblichen Handlungsgehilfen, Kaufmännischer Verband für weibliche Angestellte Berlin, 1907
- Die Privatbeamten und die Versicherungsgesetzgebung, I, 1908
- Die Frauenarbeit nach den beiden letzten Berufszahlungen, 1911
- Das weibliche kaufmännische Bildungswesen, Simion, Berlin, 1913
- Die „Verdrängung“ von Männerarbeit durch Frauenarbeit, 1915
- Gewerkschaft und Wirtschaftspolitik. Vorträge gehalten am 19. Mai 1921
- Kulturfragen:. Drei Vorträge, 1924
- Die Angestellten als Stand, 1932